# Kenyon Hopkins
Kenyon Hopkins (Coffeyville, Kansas, 15 de gener de 1912 − Princeton, Nova Jersey, 7 d'abril de 1983) fou un compositor de cinema estatunidenc. Una de les llegendes del jazz estatunidenc, la participació en el cinema sempre estigué lligat a melodrames d'ambients sòrdids.
Cursà composició i teoria de la música a l'Oberlin College i a la Universitat de Temple, completant els seus estudis a l'Escola de Música Contemporània de Nova York. El 1963 és nomenat director de la CBS, i dos anys després director musical de Paramount TV, encara que la seva activitat favorita era la de realitzar sessions de jazz a clubs de Nova York, al costat d'artistes com el trompetista Doc Severinsen i el pianista Hank Jones. Arribà a crear la seva pròpia banda, Kenyon Hopkins and His Orchestra, amb la qual se sentia còmode interpretant les seves bandes sonores. Aficionat del jazz, va utilitzar aquest gènere en totes les seves pel·lícules. Hi va crear un ambient obsessiu, serè i elegant, en obres mestres dirigides per Robert Rossen: Lilith, on reflecteix de manera magistral el món de la protagonista a partir d'un jazz de matisos psicològics, i El vividor, amb un jazz dur i malenconiós a to amb els billars en què sobreviu Paul Newman.
També va compondre obres no cinematogràfiques com dues simfonies, quartets de cordes, sonates, i diversos treballs de cambra, a més dels ballets Room, Metamorphosis, i Three Conversations.

## Bandes sonores[3]
- 1956: Baby Doll
- 1957: The Strange One
- 1957: Dotze homes sense pietat (12 Angry Men)
- 1959: The Fugitive Kind
- 1961: Wild in the Country
- 1961: El vividor (The Hustler)
- 1964: Lilith
- 1966: Mister Buddwing
- 1966: This Property Is Condemned
- 1967: The Borgia Stick